# Šachbox

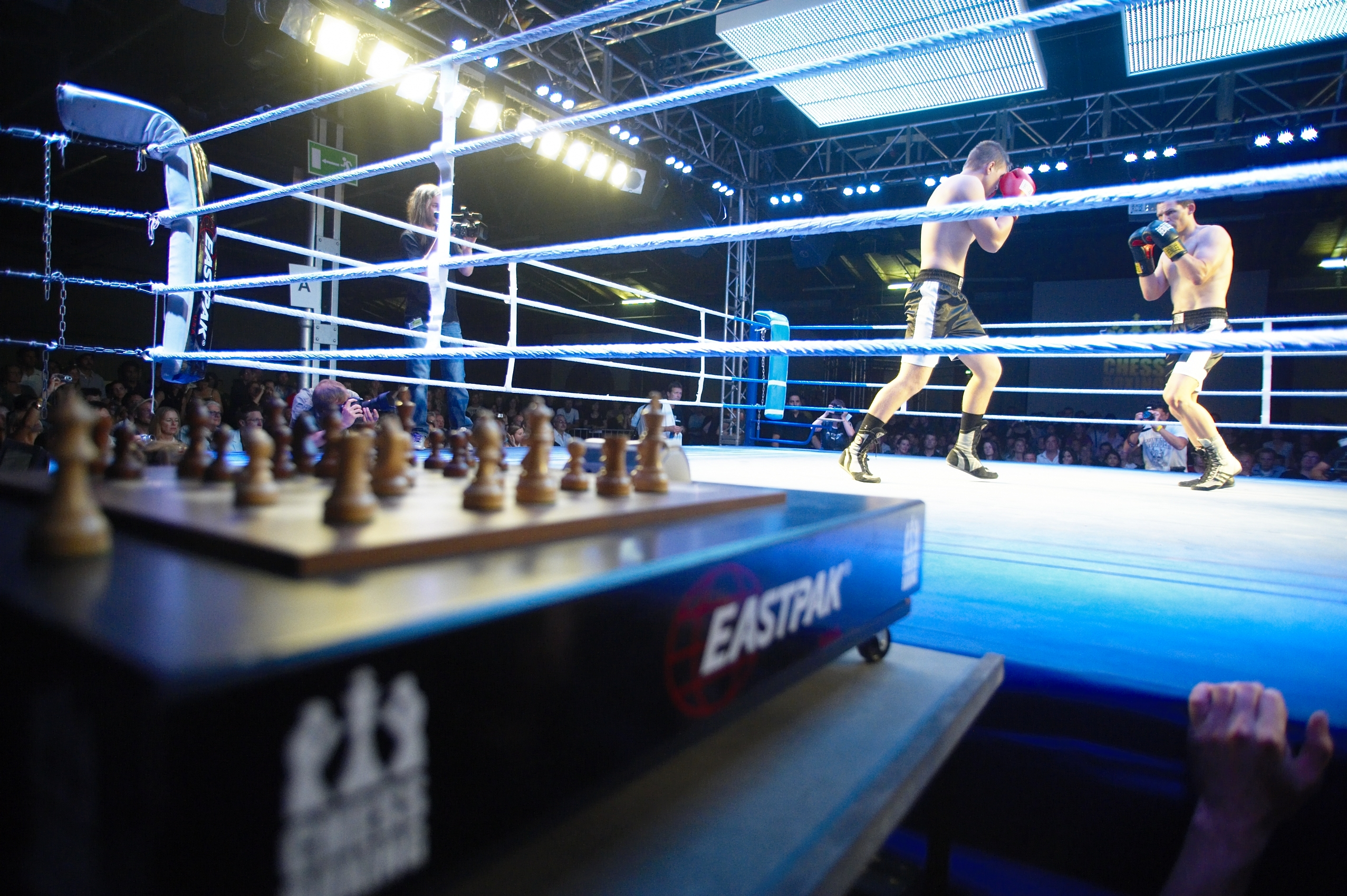
Boxové kolo v šachboxu

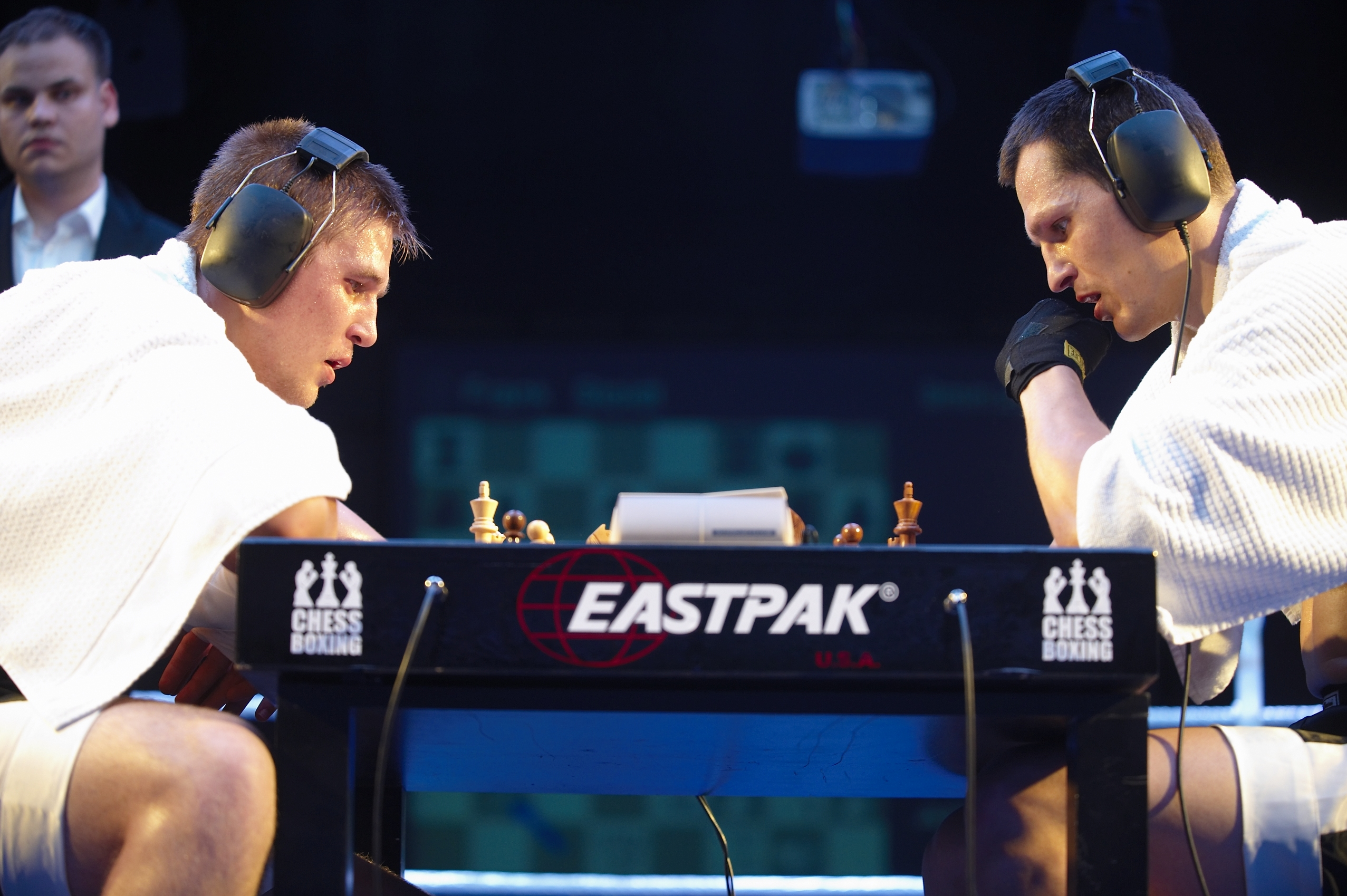
Šachové kolo v šachboxu

Šachbox (z anglického Chess boxing) je sportovní odvětví kombinující box a šachy. Soupeři se střetávají v utkání, ve kterém se střídají šachová kola s koly boxovými. Každé kolo trvá 3 minuty. Hraje se 11 kol – 6 šachových a 5 boxových. První zápasy zorganizoval Nizozemec Iepe Rubingh, který se sám inspiroval ve scifi komiksu Chladný rovník Enkiho Bilala z roku 1992.
Utkání trvá jedenáct kol, první a poslední kolo je šachové. Mezi jednotlivými koly jsou minutové přestávky. Šachová kola tvoří partii v rapid šachu, na kterou má každý ze soupeřů dvanáct minut. Utkání může skončit knockoutem, rozhodnutím rozhodčího, matem, po vypršení časového limitu šachové partie, nebo vzdáním se soupeře.